# Nghĩa trang Assistens
Nghĩa trang Assistens (tiếng Đan Mạch: Assistens Kirkegård) là một nghĩa trang nằm ở thủ đô Copenhagen của Đan Mạch. Được thành lập năm 1760, đây là nơi an nghỉ của rất nhiều người Đan Mạch nổi tiếng.

## Lịch sử
Năm 1711, thành phố Copenhagen gặp một đại dịch lớn khiến cho rất nhiều người phải bỏ mạng và làm các nghĩa trang bên trong thành phố trở nên quá tải. Vào năm 1760, người ta quyết định thành lập nghĩa trang Assistens với mục đích chuyển dần nơi chôn cất ra bên ngoài thành phố. Tuy nhiên do nằm xa Copenhagen, ban đầu người dân thành phố ít khi lựa chọn nghĩa trang Assistens làm nơi an nghỉ cuối cùng. Phải tới sau khi Johan Samuel Augustin, một người Copenhagen nổi tiếng, được chôn cất tại đây năm 1785, nghĩa trang Assistens mới dần trở nên quen thuộc với người dân thành phố. Kể từ đó cho tới nay, đây là nơi an nghỉ của rất nhiều người Đan Mạch nổi tiếng trên nhiều lĩnh vực như các nhà khoa học Hans Christian Ørsted, Niels Bohr, triết gia Søren Kierkegaard hay nhà văn Hans Christian Andersen.

## Những người nổi tiếng an nghỉ tại nghĩa trang
- Nikolaj Abraham Abildgaard (1743–1809), họa sĩ
- Hans Christian Andersen (1805–1875), nhà văn
- Christian Bohr (1855–1911), nhà vật lý, ông được chôn trong khu mộ gia đình Bohr cùng hai con trai, nhà toán học và cầu thủ bóng đá Harald Bohr (1887–1951), nhà vật lý lỗi lạc Niels Bohr (1885–1962) và cháu trai, nhà vật lý Aage Niels Bohr (1922-2009, con trai của Niels Bohr)
- Christoffer Wilhelm Eckersberg (1783–1853), họa sĩ
- Caspar Frederik Harsdorff (1735–1799), kiến trúc sư
- Henry Heerup (1907–1993), họa sĩ, nhà điêu khắc
- Søren Kierkegaard (1813–1855), triết gia
- Christen Købke (1819–1848), họa sĩ
- Lauritz Melchior (1890–1973), ca sĩ opera
- Poul Martin Møller (1794–1838), học giả
- Martin Andersen Nexø (1869–1954), nhà văn
- Regine Olsen (1822–1904), tình nhân của Søren Kierkegaard
- Hans Christian Ørsted (1777–1851), nhà khoa học
- Rasmus Rask (1787–1832), học giả
- P.C. Skovgaard (1817–1875), họa sĩ
- Frederik Vermehren, (1823–1910), họa sĩ
- Eugen Warming (1841–1924), nhà thực vật

## Hình ảnh

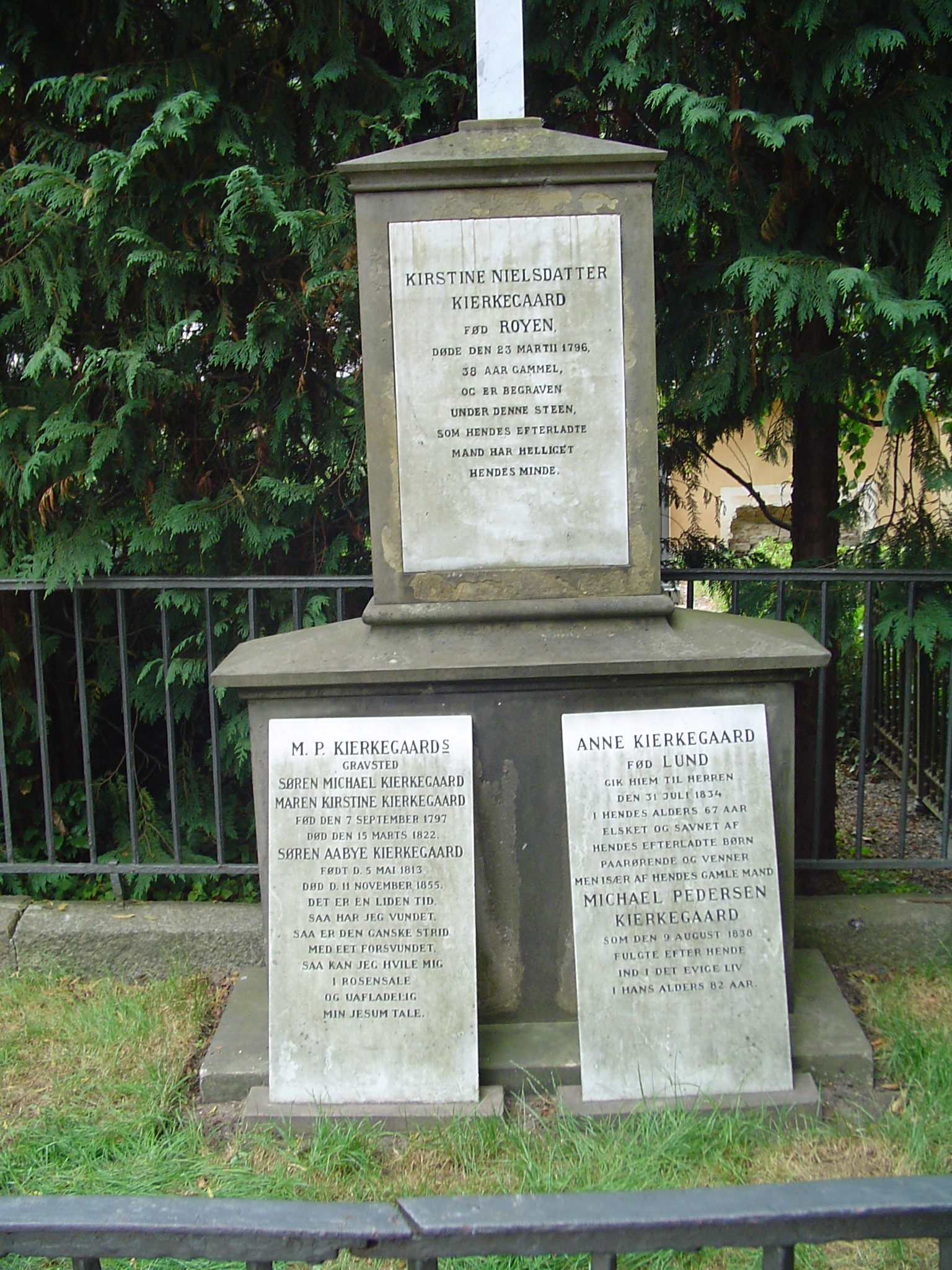
Mộ của Søren Kierkegaard
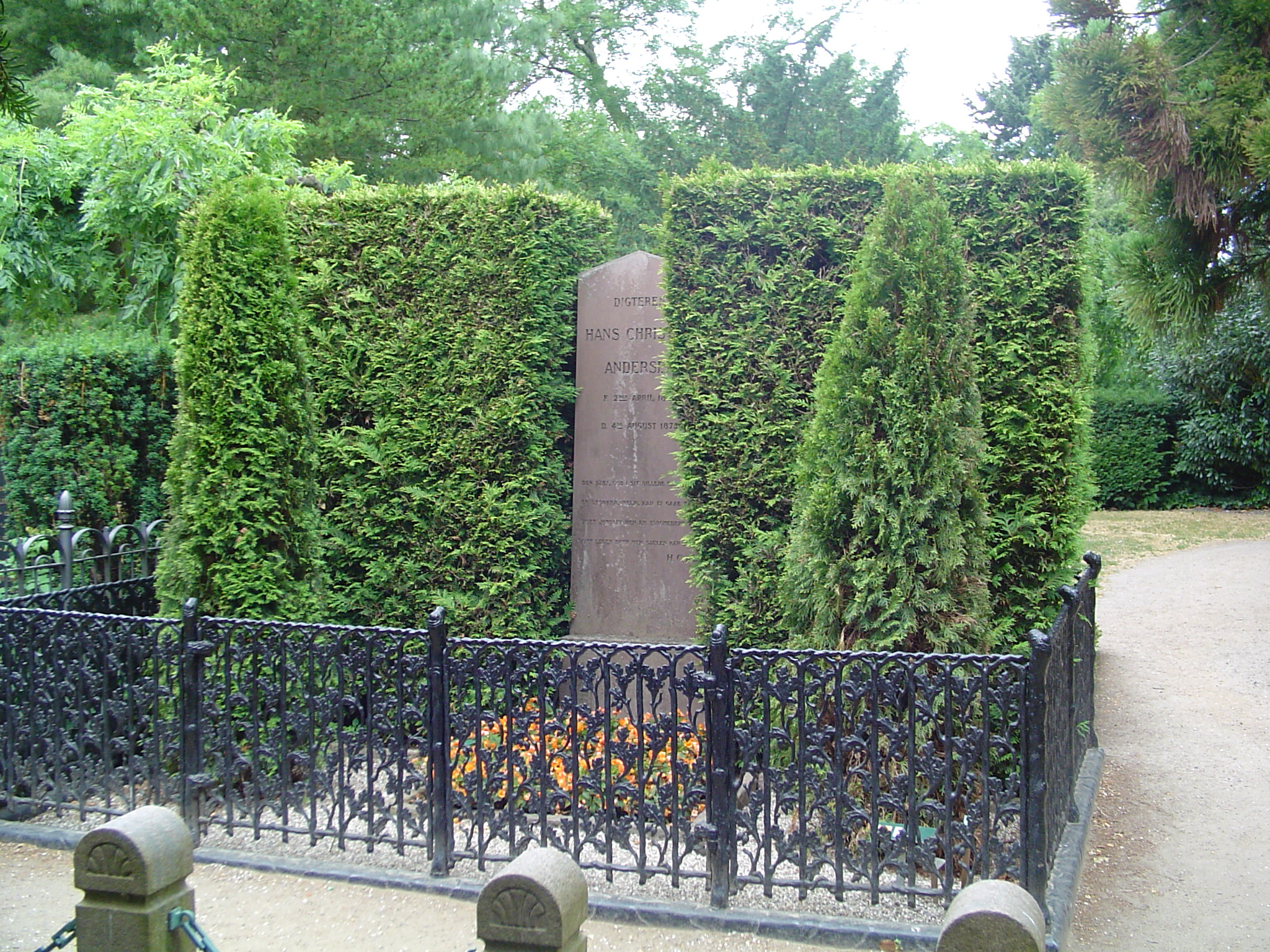
Mộ của Hans Christian Andersen
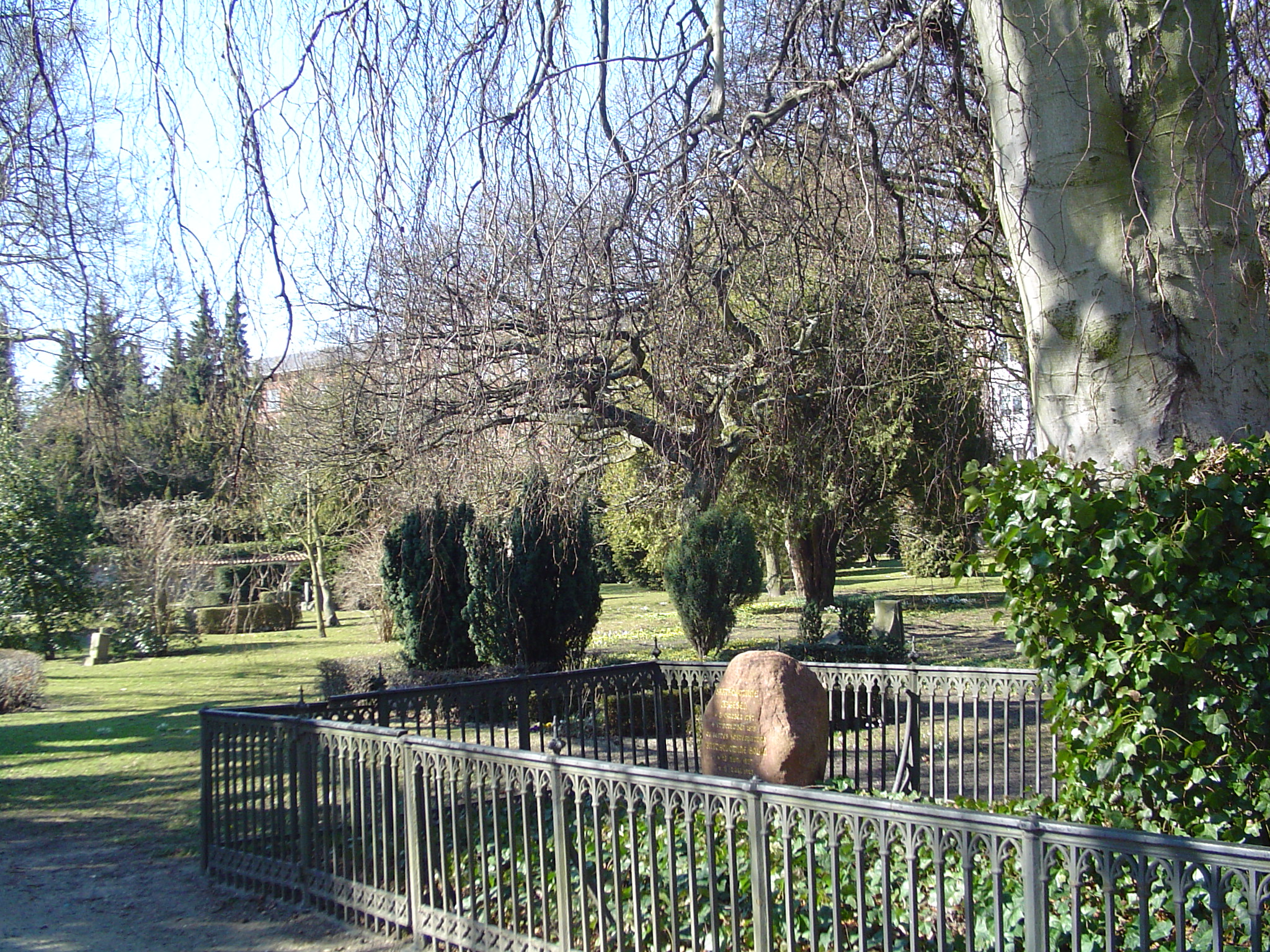
Một góc nghĩa trang